# Iglesia de Santa María de Mediavilla
La iglesia de Santa María de Mediavilla es un templo católico de la localidad española de Medina de Rioseco, en la provincia de Valladolid.

## Descripción

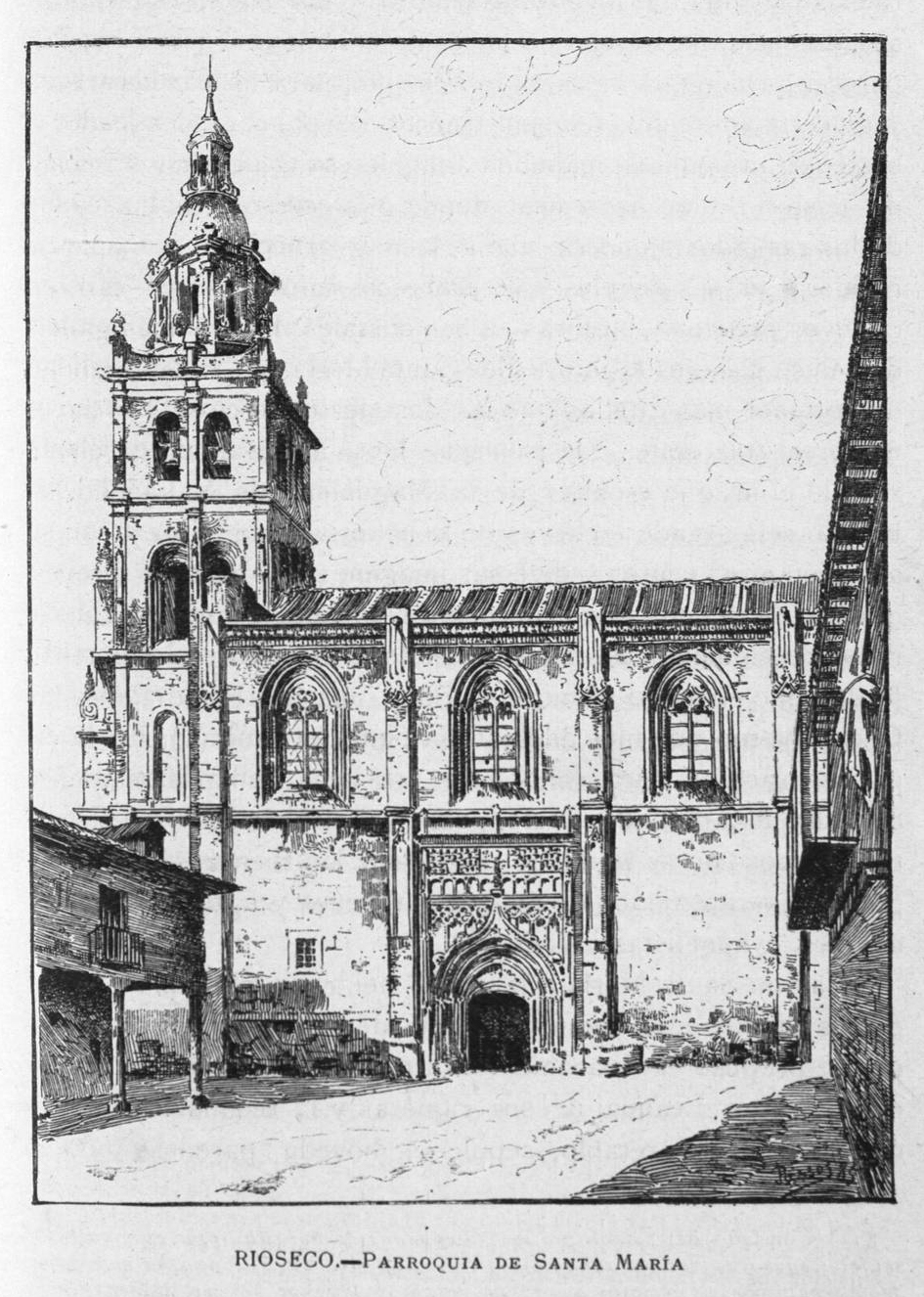
Vista de la iglesia hacia 1885

Las obras de esta iglesia se iniciaron hacia 1490-96, siendo finalizadas en el año 1516, por el arquitecto Gaspar de Solórzano. El estilo arquitectónico en que se puede encuadrar es en el gótico, aunque la torre es barroca, siendo su autor Pedro de Sierra. La iglesia es de tres naves cubiertas con bóveda de crucería. En el interior destaca el retablo mayor, que lo comenzó a realizar Gaspar Becerra, pero al fallecer este continuó con el proyecto Juan de Juni. Cuando este fallece se encarga de dirigir las obras del retablo Esteban Jordán, que lo finalizó en el año 1590.
Otro elemento reseñable es el órgano de la Iglesia construido en el año 1732 por Francisco Ortega.

### Capilla de los Benavente

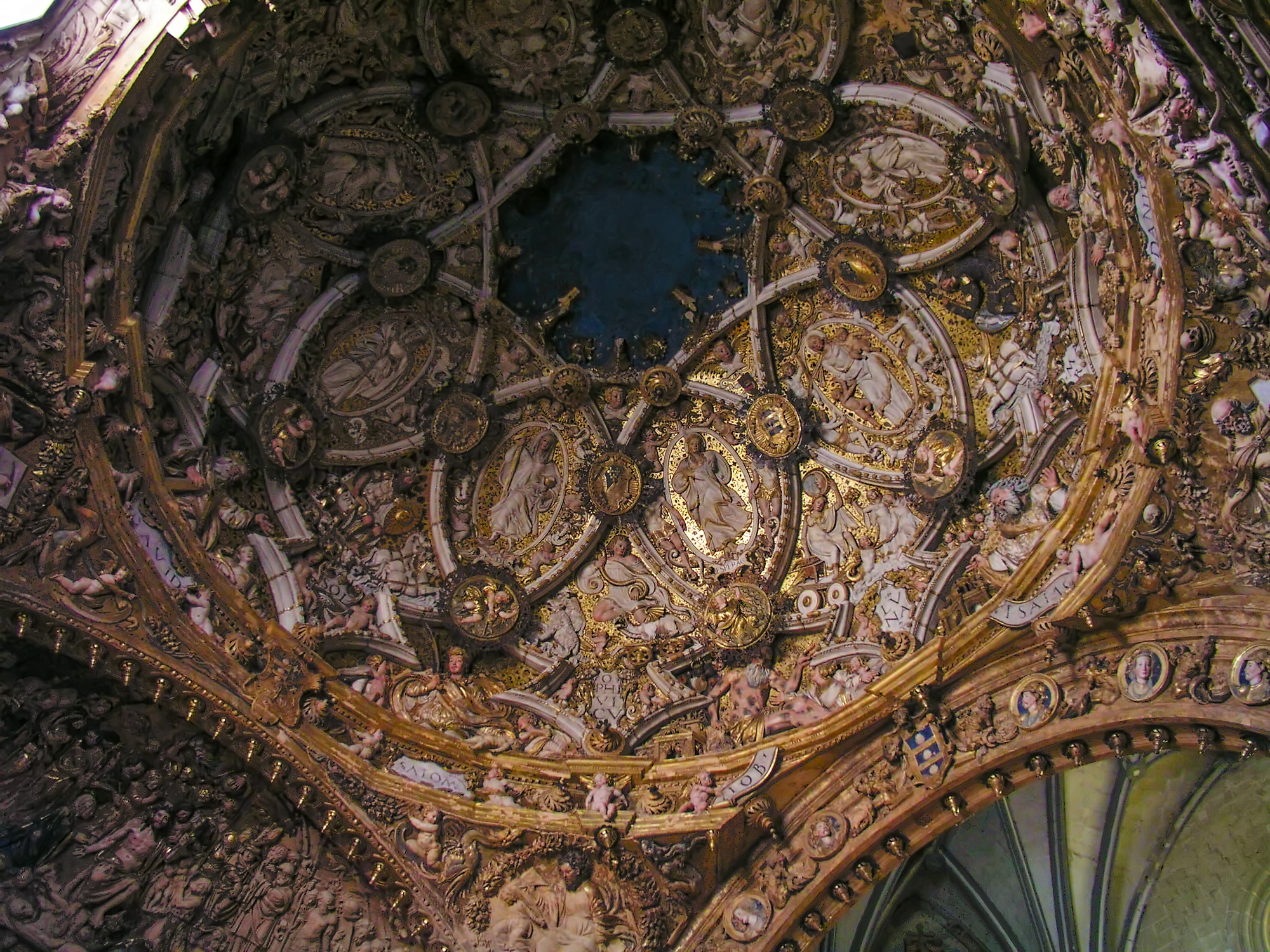
Capilla de los Benavente; detalle del techo.

Dentro de la iglesia de Santa María es de especial importancia la Capilla de la Concepción conocida como Capilla de los Benavente, obra de los hermanos Corral de Villalpando, que es considerada como la Capilla Sixtina de Castilla. Fue mandada construir en el año 1543 por Álvaro Alfonso de Benavente, para enterrar a su familia. Se considera de magnífica construcción, con de esculturas y pinturas Jerónimo Corralde y de Juan de Juni.